# Hypocyrta ferruginea
Hypocyrta ferruginea är en tvåhjärtbladig växtart som beskrevs av Eduard Friedrich Poeppig. Hypocyrta ferruginea ingår i släktet Hypocyrta och familjen Gesneriaceae. Inga underarter finns listade i Catalogue of Life.